# Uno strano divorzio
Uno strano divorzio è un racconto poliziesco di Cornell Woolrich, pubblicato per la prima volta nel 1967 nella rivista Ellery Queen's Mystery Magazine.
In Italia il racconto è apparso due volte nella collana il Giallo Mondadori: la prima all'interno del volume Morto non vali un soldo!, n. 984 della collana, la seconda nel 1998, ultimo racconto del volume Le due morti di Barney Slabaugh, n. 2587 della collana.

## Trama
A New York l'unico modo per ottenere il divorzio è essere colti in flagranza di adulterio, pertanto su consiglio dei rispettivi avvocati, il signore e la signora Duane si accordano per una messinscena, durante la quale il marito verrà trovato in una stanza d'albergo in compagnia di una finta amante.

## Edizioni
- Cornell Woolrich, Divorzio, stile New York, collana Giallo Mondadori, n. 984, Arnoldo Mondadori Editore, 1967.
- Cornell Woolrich, Uno strano divorzio, traduzione di Mauro Boncompagni, collana Giallo Mondadori, n. 2587, Arnoldo Mondadori Editore, 1998,  p. 278.